# サンセイ
サンセイ株式会社は、大阪府大阪市淀川区に本社を置く企業である。ビル外部清掃用ゴンドラや舞台装置等の製造、船舶の検査・修繕事業等を行っている。

## 概要
1956年（昭和31年）に、舞台装置や遊園地遊戯機械の製作を業として創業し、その後コンベア等の輸送機械製造に事業を拡大。1963年（昭和38年）にはビル窓拭き用ゴンドラの製造販売・保守・修理を開始した。ゴンドラについては、製造・保守等のみならず、その後リース・レンタルも手掛けるようになり、事業の中核となった。
1992年（平成4年）には、大洋漁業グループの造船関連会社3社と合併し、船舶修理等の海洋関連事業にも進出した。
大洋漁業グループの造船会社との合併に関連して、2018年（平成30年）までマルハニチロが筆頭株主となっていたが、同年9-10月に実施した自己株式公開買付けによりマルハニチロの保有株式は全て自社で取得され、マルハニチロとの間に資本関係はなくなった。

## 主要事業

### ゴンドラ事業
1963年（昭和38年）にビル窓拭き作業用ゴンドラの製造販売を開始し、1970年（昭和45年）のゴンドラ安全規則の施行の際には、アーム俯仰型軌道式、アーム俯仰型無限軌道式、アーム固定型軌道式、アーム固定型無限軌道式、モノレール型の5種類のゴンドラ製造許可を取得した。1975年（昭和50年）には、自動ゴンドラの製造販売を開始している。
2022年（令和4年）の時点では、主要製品として、HE型ゴンドラ（ショートアームタイプ）・HO型ゴンドラ（ロングアームタイプ）・F型ゴンドラ（タイヤタイプ）・自動清掃ゴンドラ（オートワッシャー）・モノレール型ゴンドラ・特殊型ゴンドラをラインナップしている。

### 舞台機構事業
1956年（昭和31年）創業時の中心事業の一つであった。1968年（昭和43年）に一時休止するが、1983年（昭和58年）に再度本格的に参入した。
緞帳・照明等の舞台機構や、昇降ステージ等の昇降機構の製造販売を行っている。

### 産業機械事業
1959年（昭和34年）にコンベアの製造販売を開始した。2022年（令和4年）の時点では、工場等の各工程で使用される各種運搬・昇降装置等の製作を行っている。鉄道車両用の転車台・トラバーサーの製作も手掛けている。

### 船舶修繕・海洋関連事業

#### 事業概要
船舶修繕・海洋関連事業は、かつての大洋漁業グループの造船会社の林兼造船の事業が、1980年代後期の造船不況を受け、事業縮小・新会社移行等の再編を経てサンセイに承継されるに至ったものである。
1916年（大正5年）に山口県下関市で創業した林兼造船は、大洋漁業の漁船・捕鯨船等の建造・修繕を中心に戦後も事業を拡大し、下関市のほか長崎市にも造船所を構え、フェリー等の建造も手掛けるに至ったが、オイルショックに続く1980年代後期の造船不況により経営状況が急速に悪化し、事業継続が困難となった。このため、1987年（昭和62年）の政府の海運造船審議会の船台削減企業合理化答申に基づき、林兼造船は事業から撤退する一方、下関での事業のうち修繕船事業と、長崎での新造船事業は、規模縮小の上それぞれ新会社を設立して存続を図ることとなった。これにより、1988年（昭和63年）に、林兼造船下関第二工場の修繕船事業を承継する新会社として新林兼（株）が設立された。
その後、経営基盤の強化・業容拡大を図る観点から、再度再編が模索され、1992年（平成4年）1月に新林兼及び関連会社2社をサンセイと合併させることとなった。サンセイは、合併した林兼関連3社の事業場を林兼下関工場とし、翌1993年（平成5年）に下関工場に改称した。
下関工場においては、林兼造船時代から引き続き、各種大型漁船や官公庁船、内航船等の検査・修繕を行っている。捕鯨関連船舶を扱ってきた経緯から、経営体制の異動後もキャッチャーボートの修理を担当する機会も多い。また、船舶の修繕の他、航路標識浮標や人工漁礁の製作等も行っている。
国土交通省による舶用内燃機関サービス・ステーション（SS）の証明を取得している。

#### 下関工場

##### 所在地
- 山口県下関市彦島本村町3-5-1[7]

##### 主要設備
- 修繕ドック
  - 第1号ドック：1,300GT 長さ85.05m 幅12.00m 深さ7.15m[6][7]
  - 第2号ドック：500GT 長さ62.00m 幅8.80m 深さ5.10m[6][7]
- クレーン
  - 30t・20t・12.4t・10t 各1基[6]
- 係船岸壁
  - 第1号岸壁：長さ140m[6]
  - 第2号岸壁：長さ90m[6]

### メンテナンス事業
製造・納入したゴンドラ・舞台機構の保守・修理を行っている。

### ゴンドラレンタル事業
高層ビルの建設現場やリフォーム工事現場等で使用する仮設ゴンドラのレンタルを行っている。

## 沿革
- 1956年（昭和31年）12月20日 - 大阪市城東区において日本舞台装置（株）設立。舞台装置及び遊園地遊戯機械の製造販売を行う。[1]
- 1959年（昭和34年）9月 - 本社を大阪市北区に移転し、朝日設備工事（株）に改称。三精輸送機（株）（現・三精テクノロジーズ（株））の保守部門を担当。[1]
- 1960年（昭和35年）6月 - 大阪市城東区に茨田工場を設置。コンベアの製造販売を始める。[1]
- 1961年（昭和36年）8月 - 大阪市城東区に本社を移転。
- 1963年（昭和38年）
  - 5月 - ビル窓拭き用ゴンドラの製造販売・保守・修理を始める[1]。
  - 10月 - 社名を三精コンベヤ（株）に改称[1]。
- 1968年（昭和43年）9月 - 茨田工場を廃止。摂津市に鳥飼工場と新本社を設置。[1]
- 1970年（昭和45年）4月 - ゴンドラ安全規則の施行に伴い、大阪労働基準局からゴンドラ製造許可を取得[1]。
- 1974年（昭和49年）1月 - 吹田市に本社を移転。
- 1975年（昭和50年）1月 - 鳥飼工場を廃止。大東市に大東工場を設置。[1]
- 1983年（昭和58年）11月 - 大阪市淀川区に本社を移転。社名をサンセイ（株）に改称。[1]
- 1989年（平成元年）12月 - 大東工場を廃止。滋賀県甲賀郡水口町に滋賀工場を設置。[1]
- 1992年（平成4年）1月 - 大洋漁業グループの造船関連会社である下関市の新林兼（株）・林兼工業開発（株）・（株）ハヤシカネ企画と合併。旧3社の事業場を林兼下関工場とし、船舶修理業務を開始する。[1]
- 1993年（平成5年）4月 - 林兼下関工場を下関工場に改称[1]。
- 1995年（平成7年）11月 - 三菱商事・西安飛機工業公司との合弁で、中国上海市に上海西飛三精機械有限公司を設立[1]。
- 1997年（平成9年）5月 - ゴンドラレンタル事業部門を2子会社（サンセイゴンドラレンタリース（株）・サンセイゴンドラ（株））に分社化する[1]。
- 1998年（平成10年）2月 - 滋賀工場を閉鎖[1]。
- 2013年（平成25年） - 上海西飛三精機械有限公司の出資持分の全部を譲渡[1]。

## 子会社
- （株）サンセイエンタープライズ
  - 下関工場附属の船員宿泊施設（入渠船の乗組員・監督者等向け）の運営[12]
  - サンセイ所有不動産管理ほかサンセイの事業の補完業務[12]
- サンセイゴンドラレンタリース（株）
  - 関西地区を中心とした仮設ゴンドラのレンタル[12]
- サンセイゴンドラ（株）
  - 関東地区を中心とした仮設ゴンドラのレンタル[12]